# Castell d'Eroles
El Castell d'Eroles és un castell d'època romànica situat a l'extrem sud del poble d'Eroles, al municipi de Tremp (Pallars Jussà). Fou l'origen i el centre de la baronia d'Eroles. Es conserva l'arc d'accés al recinte del castell, de dovelles de pedra, i la torre de guaita o defensa, de planta rodona, enfonsada, amb restes i espitlleres. Alguns dels seus elements formen part de l'Inventari del Patrimoni Arquitectònic de Catalunya de manera singularitzada.

## Història
La primera notícia referent al castell d'Eroles data de l'any 893, en un document que tracta la donació d'una vinya. Posteriorment, l'any 1055 i 1056, apareix esmentat com a límit dels castells de Llimiana i Mur. Durant aquest mateix segle xi apareixeran les referències de la baronia d'Eroles, feudataris dels Comtes del Pallars.
El 1381 figuren impostos per Pere III a Tremp, per a edificar muralles i valls. El 1404 el castell d'Eroles passà a ser de jurisdicció reial. L'antic castell passà a ser de jurisdicció reial el 1404.
El Baró d'Eroles, cap al batalló de voluntaris de Talarn, va lluitar contra Napoleó a Catalunya. El 1814 va tenir el càrrec de Capità General de Catalunya.

## Edifici

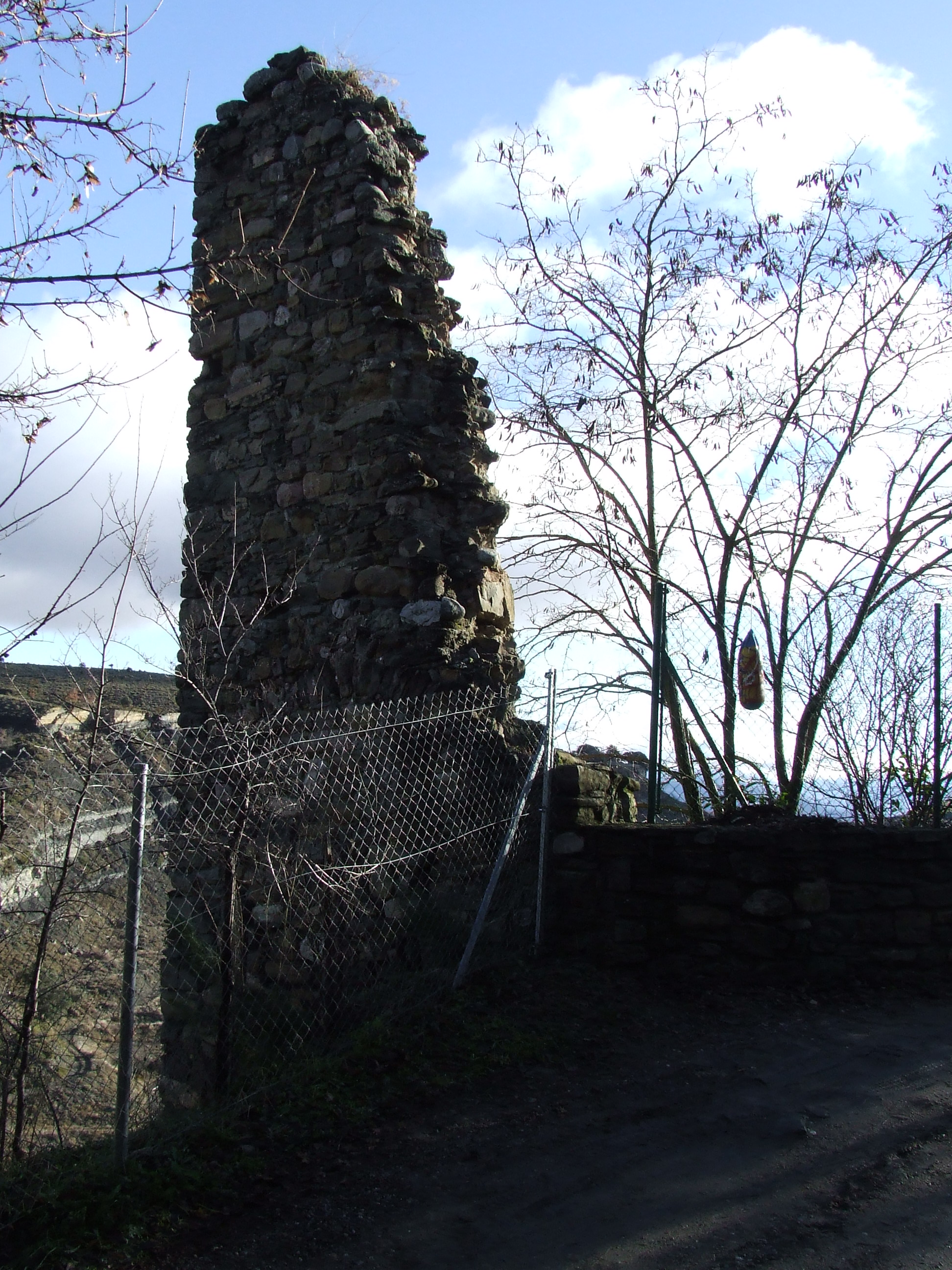
Torre de guaita

### Porta
La Porta del Castell d'Eroles és un element inventariat de manera singular. El castell d'Eroles està situat a l'extrem sud-est del nucli. Només es conserven algunes restes, com és el cas del portal d'accés a l'antiga fortificació, desapareguda. Està format per un arc de perfil lleugerament apuntat, conformat per dovelles de pedra ben tallades. És una de les poques parts conservades. Altres restes del castell se situen pròximes al portal. El castell pertany al conjunt de recintes emmurallats, de tipologia semblant que tenen els assentaments antics de la Conca de Tremp.

### Torre de guaita
La Torre de guaita és una obra inclosa en l'Inventari del Patrimoni Arquitectònic de Catalunya. De planta rodona, enfonsada, amb restes i espitlleres, està adossada als edificis que conformaven el Castell d'Eroles, també ruïnós. Dominava l'accés al poble i la Conca de Tremp. Pertany al conjunt de recintes emmurallats, de tipologia semblant, que tenen els nuclis d'assentaments antics a Tremp, Talarn o Claret.

### Volta medieval
La Volta medieval és una obra inclosa en l'Inventari del Patrimoni Arquitectònic de Catalunya. Les restes de la volta de pas inclosa al recinte del castell d'Eroles estan situades al sud-oest de la porta del Castell, formant part dels edificis agrícoles que conformaven el castell. El testimoni de la volta medieval desapareguda és un arc rebaixat, ubicat en un dels seus extrems. L'arc es troba conformat per lloses de petites dimensions disposades a manera de sardinell, descansant sobre pilars quadrangulars